# 拉诺利
拉诺利（Ranoli），是印度古吉拉特邦Vadodara县的一个城镇。总人口11057（2001年）。

## 人口
该地2001年总人口11057人，其中男性6005人，女性5052人；0—6岁人口1332人，其中男710人，女622人；识字率73.61%，其中男性为80.53%，女性为65.38%。